# Balteratsried
Balteratsried ist ein Gemeindeteil der Stadt Marktoberdorf im Landkreis Ostallgäu im bayerischen Regierungsbezirk Schwaben. Das Dorf auf der Gemarkung Sulzschneid liegt südlich des Hauptortes Marktoberdorf an der St 2008. Am nördlichen Ortsrand fließt die Lobach.

## Geschichte
Die Ortschaft Balteratsried war am Ende des Mittelalters Bestandteil der Herrschaft Freyberg-Eisenberg. Bei ihrer Teilung 1467 unter den Brüdern Wilhelm von Freyberg-Eisenberg zu Eisenberg und Sigmund von Freyberg-Eisenberg zu Hopferau fielen an beide Güter zu Balteratsried. 1628 saßen hier sechs Eisenberger und sieben Hopferauer Untertanen.
1972 wurde Balteratsried zusammen mit der Gemeinde Sulzschneid der Stadt Marktoberdorf zugeordnet.
Das bayerische Urkataster zeigt Balthartsried in den 1810er Jahren mit zehn Herdstellen, der Wegkapelle und der Mühle an der Lobach. Östlich des Ortes wurde von der Lobach ein Mühlbach abgezweigt.
Die Wasserkraft der Lobach wird heute zur Stromerzeugung genutzt.

## Sehenswürdigkeiten/Baudenkmäler

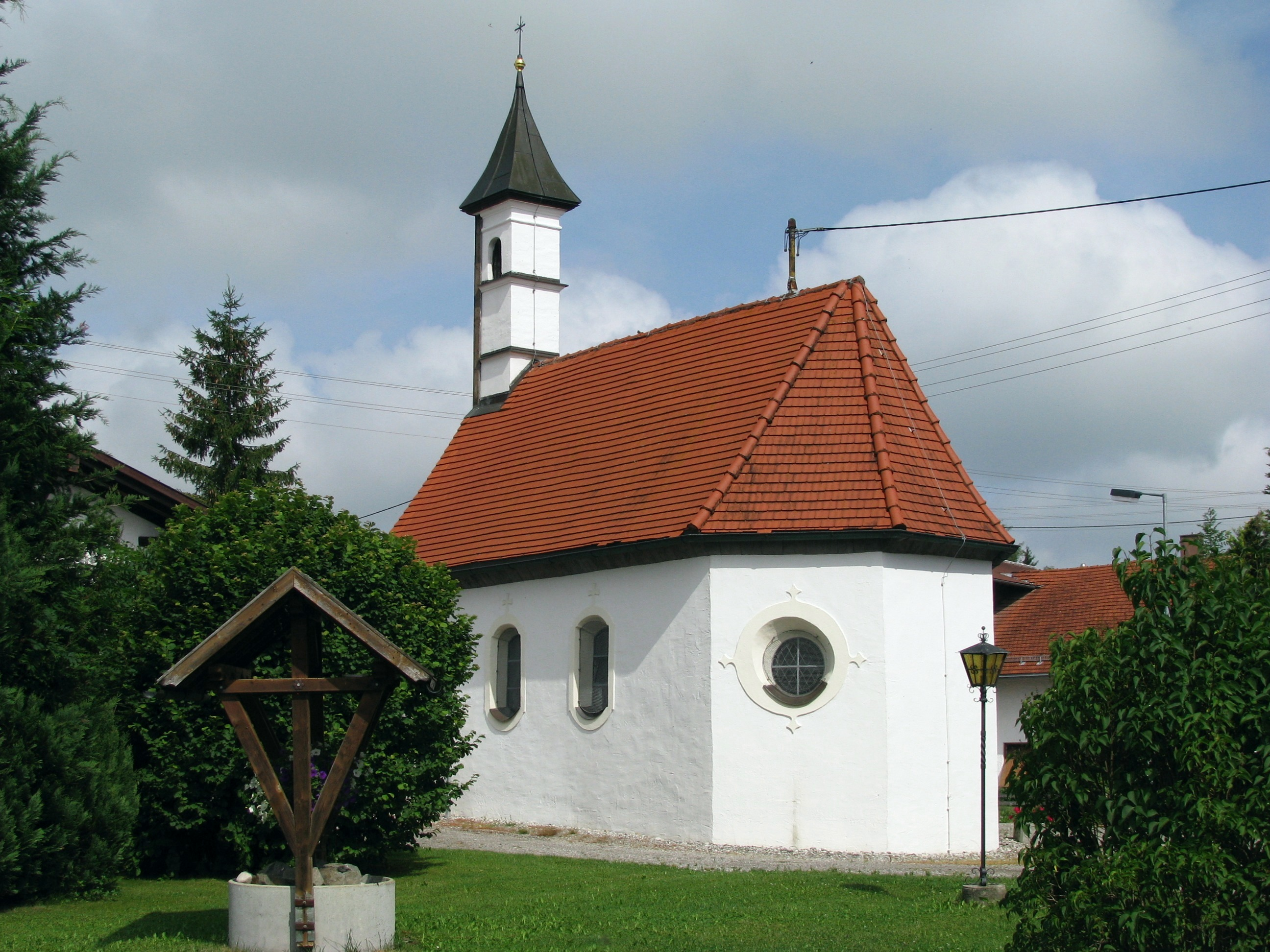
Kapelle St. Dominikus (2012)

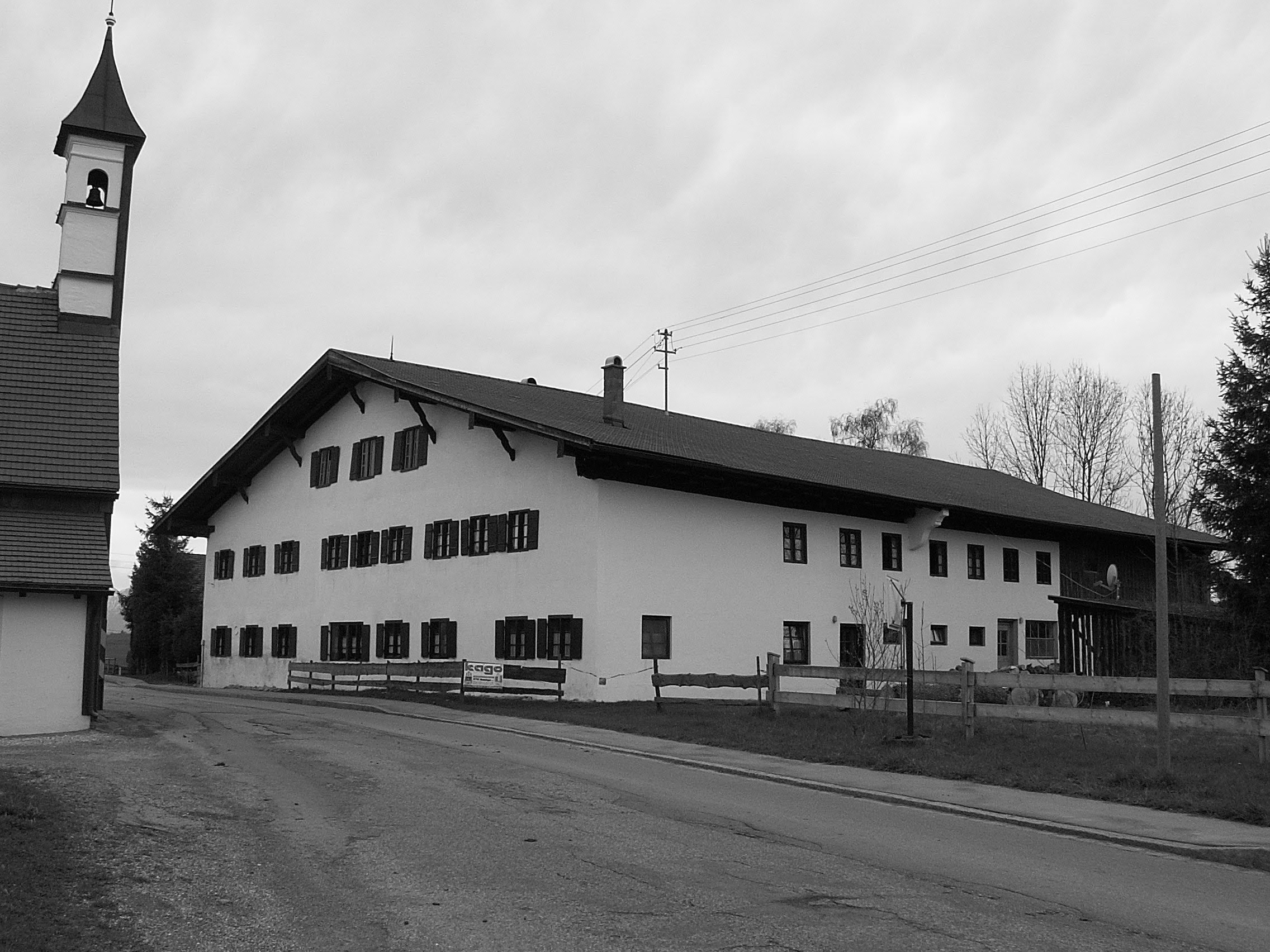
Gasthof Zum Hirsch (2005)

In der Liste der Baudenkmäler in Marktoberdorf sind für Balteratsried zwei Baudenkmale aufgeführt:
- Die 1671 erbaute römisch-katholische Kapelle St. Dominikus ist ein Satteldachbau mit Vorzeichen und westlichem Dachreiter mit Pyramidendach. Der Vorbau wurde im 18./19. Jahrhundert ergänzt.
- Der Ende des 18. Jahrhunderts errichtete Gasthof Zum Hirsch (Freybergstraße 19) ist ein zweigeschossiger Flachsatteldachbau.